# Kirsten Peüliche
Kirsten Peüliche (* 23. August 1943 in Kopenhagen) ist eine dänische Schauspielerin.

## Leben
Kirsten Peüliche wuchs in Kopenhagen auf, wo sie auch bis heute lebt.
Nach ihrem Schulabschluss absolvierte sie von 1962 bis 1966 ihre Schauspielausbildung an der Schauspielschule des Aalborg-Theaters, wo sie auch ihr Bühnendebüt als Darstellerin hatte und dort anschließend bis zum Jahr 1978 als festes Ensemblemitglied engagiert war. Danach war sie bis 1988 am Aarhus Teater engagiert. Sie gehörte einige Jahre lang auch zum Schauspielerensemble des Kopenhagener Vergnügungsparks Tivoli. Als Bühnendarstellerin wirkte sie an verschiedenen Theaterhäusern in ganz Dänemark in zahlreichen Theaterstücken und in Musicals mit. Peüliche hat als Schauspielerin vor der Kamera seit 1966 in bislang mehr als 40 Film-und-Fernsehproduktionen mitgewirkt. Im Jahr 1969 wurde sie mit dem Bodil als Beste Nebendarstellerin ausgezeichnet. Daneben ist sie auch als Synchronsprecherin für Zeichentrickfilme aktiv.
Peüliche war von Juni 1966 bis 1991 mit dem Schauspieler Per Pallesen verheiratet. Aus der Ehe gingen zwei Töchter hervor, die beiden Schauspielerinnen Trine Pallesen und Sofie Pallesen. Seit Ende der 1990er-Jahre ist Peüliche mit dem Theaterregisseur und Intendanten Søren Iversen (* 1948) liiert.

## Filmografie (Auswahl)
- 1966: Vinduer
- 1968: Farvel Thomas
- 1969: Geld zum zweiten Frühstück
- 1970: Bella
- 1975: Luder
- 1976: Oh, diese Mieter! (Fernsehserie, 1 Folge)
- 1984: Kopenhagen – Mitten in der Nacht
- 1984–1989: Nissebanden (Fernsehserie, 48 Folgen)
- 1986: Flambierte Herzen
- 1990: Sirup
- 2007: Kommissarin Lund – Das Verbrechen (Fernsehserie, 5 Folgen)
- 2018: Wonderful Copenhagen